# Tondikiwindi
Tondikiwindi este o comună rurală din departamentul Ouallam, regiunea Tillabéri, Niger, cu o populație de 77.272 de locuitori (2001).